# حمله مه ۲۰۲۴ به اردوگاه پناهندگان المواصی
در ۲۸ مه ۲۰۲۴، خدمات اضطراری غزه مدعی شد که چهار گلوله توپ تانک به یک شهر چادری در منطقه بشردوستانه المواسی در غرب رفح اصابت کرد و به گروهی از چادرها اصابت کرد و حداقل ۲۱ نفر را کشتند که حداقل ۱۲ نفر از آنها زن بودند. این حمله در منطقه ای رخ داد که در پی حمله رفح به عنوان منطقه انسان‌دوستانه گسترده توسط اسرائیل تعیین شد که منجر به جابجایی انبوه غیرنظامیان فلسطینی به شهرهای چادری خارج از شهر شد.
این حمله دو روز پس از حمله ۲۶ ماه مه به اردوگاه آوارگان لونروا در محله تل السلطان که منجر به کشته شدن ۴۵ تا ۵۰ غیرنظامی شد، و چهار روز پس از صدور حکم قانونی الزام‌آور در ۲۴ ماه مه توسط دیوان بین‌المللی دادگستری برای اسرائیل برای توقف فوری حمله رفح به دلیل خطر برای غیرنظامیان، انجام شد.
نیروهای دفاعی اسرائیل دست داشتن در این حمله را رد کردند. نیویورک تایمز ویدئویی را منتشر کرد که پیامدهای حمله به المواسی را نشان می‌دهد.